# Ernest Léardée
Ernest Léardée (né le 9 novembre 1896 à Fort-de-France en Martinique et mort le 12 avril 1988 à Fontenay-sous-Bois) est un musicien et compositeur martiniquais. À Fort-de-France, une rue porte son nom dans le quartier dit « Trenelle »

## Biographie
Il est orphelin assez jeune et est élevé par sa sœur. Apprenti chez un luthier qui lui apprend la musique, il travaille dans un salon de coiffure et fait les bals, puis part en tournée. Il est à la fois violoniste, saxophoniste et clarinettiste.
Avec son orchestre antillais, il fait mieux connaître les musiques tropicales en France où il arrive à la fin des années 1920 et où il fait découvrir André Salvador, le grand frère d'Henri Salvador. Il ouvre plusieurs cabarets à Paris. En 1938, il fait une tournée en Europe et se retire dans l'Yonne pendant l'Occupation. À la Libération, il retrouve son activité de chef d'orchestre dans différents cabarets parisiens où il joue et compose en particulier de la biguine, considérée comme une des musiques ancêtres du jazz. Dans les années 1950, il introduit les rythmes cubains et latino-américains dans son répertoire.
Il meurt en 1988 à Fontenay-sous-Bois à l'âge de 91 ans.
Un documentaire lui a été consacré par Jean-Pierre Kreif et Christiane Succab-Goldman.

## Discographie
- Pi-Pom (7", EP)	Decca

## Filmographie
- 1930 : La Petite Lise de Jean Grémillon : le violoniste
- 1980 : Médecins de nuit de Peter Kassovitz, épisode : L'usine Castel (série télévisée)